# Swedish Open 2017
Swedish Open 2017 byl společný tenisový turnaj mužského okruhu ATP World Tour a ženského okruhu WTA Tour, hraný na otevřených antukových dvorcích s centrálním kurtem Båstad Tennis Stadium pro pět tisíc diváků. Konal se mezi 17. až 30. červencem 2017 ve švédském Båstadu jako 70. ročník mužského a 9. ročník ženského turnaje.
Mužská polovina, hraná pod jménem SkiStar Swedish Open 2017, se řadila do kategorie ATP World Tour 250 a její dotace činila 540 310 eur. Ženská část, nazvaná Erricsson Open 2017, disponivala rozpočtem 250 000 dolarů a byla součástí kategorie WTA International.
Nejvýše nasazenými hráči v soutěžích dvouher se stali sedmnáctý hráč žebříčku Pablo Carreño Busta ze Španělska a světová sedmička Caroline Wozniacká z Dánska. Jako poslední přímí účastníci do dvouher nastoupili 171. tenista pořadí Facundo Bagnis z Argentiny a 132. žena klasifikace Jasmine Paoliniová z Itálie.
Dvacátý sedmý singlový titul na okruhu ATP Tour a třetí na Swedish Open vybojoval 35letý Španěl David Ferrer. Druhou singlovou trofej kariéry a první z antuky okruhu WTA Tour získala 21letá Češka Kateřina Siniaková. Z prvního společně odehraného turnaje v mužské čtyřhře si trofej odvezl rakousko-německý pár Julian Knowle a Philipp Petzschner. Ženskou čtyřhru ovládla nizozemská dvojice Quirine Lemoineová a Arantxa Rusová, pro jejíž členky se jednalo o první triumf v této úrovni tenisu.

## Rozdělení bodů a finančních odměn

### Rozdělení bodů
| Soutěž       | vítězové | finalisté | semifinalisté | čtvrtfinalisté | 16 v kole | 32 v kole | Q  | Q3 | Q2 | Q1 |
| ------------ | -------- | --------- | ------------- | -------------- | --------- | --------- | -- | -- | -- | -- |
| dvouhra mužů | 250      | 150       | 90            | 45             | 20        | 0         | 12 | 6  | 0  | 0  |
| čtyřhra mužů | 250      | 150       | 90            | 45             | 0         | —         | —  | —  | —  | —  |
| dvouhra žen  | 280      | 180       | 110           | 60             | 30        | 1         | 18 | 14 | 10 | 1  |
| čtyřhra žen  | 280      | 180       | 110           | 60             | 1         | —         | —  | —  | —  | —  |

### Finanční odměny
| Soutěž                                | vítězové | finalisté | semifinalisté | čtvrtfinalisté | 16 v kole | 32 v kole | Q2     | Q1     |
| ------------------------------------- | -------- | --------- | ------------- | -------------- | --------- | --------- | ------ | ------ |
| dvouhra mužů                          | €85 945  | €45 265   | €24 520       | €13 970        | €8 230    | €4 875    | €2 195 | €1 100 |
| dvouhra žen                           | $43 000  | $21 400   | $11 500       | $6 175         | $3 400    | $2 100    | $1 020 | $600   |
| čtyřhra mužů                          | €26 110  | €13 730   | €7 440        | €4 260         | €2 490    | —         | —      | —      |
| čtyřhra žen                           | $12 300  | $6 400    | $3 435        | $1 820         | $960      | —         | —      | —      |
| částka ve čtyřhrách je uvedena na pár |          |           |               |                |           |           |        |        |

## Dvouhra mužů

### Nasazení
| Stát                            | Hráč                 | ATP | Nasazení |
| ------------------------------- | -------------------- | --- | -------- |
| Španělsko                       | Pablo Carreño Busta  | 17. | 1.       |
| Španělsko                       | Albert Ramos-Viñolas | 22. | 2.       |
| Uruguay                         | Pablo Cuevas         | 24. | 3.       |
| Francie                         | Richard Gasquet      | 27. | 4.       |
| Rusko                           | Karen Chačanov       | 34. | 5.       |
| Španělsko                       | Fernando Verdasco    | 35. | 6.       |
| Argentina                       | Diego Schwartzman    | 37. | 7.       |
| Španělsko                       | David Ferrer         | 39. | 8.       |
| Argentina                       | Horacio Zeballos     | 56. | 9.       |
| Žebříček ATP k 3. červenci 2017 |                      |     |          |

### Jiné formy účasti
Následující hráčí obdrželi divokou kartu do hlavní soutěže:
- Tommy Haas
- Elias Ymer
- Mikael Ymer

Následující hráči postoupili z kvalifikace:
- Arthur De Greef
- Federico Delbonis
- Maximilian Marterer
- Leonardo Mayer

Následující hráč postoupil z kvalifikace jako tzv. šťastný poražený:
- Paul-Henri Mathieu

### Odhlášení
před zahájením turnaje
- Nicolás Almagro → nahradil jej  Facundo Bagnis
- Jérémy Chardy → nahradil jej  Paul-Henri Mathieu
- Steve Darcis → nahradil jej  Alexandr Dolgopolov
- Richard Gasquet → nahradil jej  Henri Laaksonen
- Viktor Troicki → nahradil jej  Renzo Olivo

### Skrečování
- Pablo Carreño Busta[1]

## Mužská čtyřhra

### Nasazení
| Stát                                                                                     | Hráč           | Stát      | Hráč              | ATP  | Nasazení |
| ---------------------------------------------------------------------------------------- | -------------- | --------- | ----------------- | ---- | -------- |
| Chile                                                                                    | Julio Peralta  | Argentina | Horacio Zeballos  | 71.  | 1.       |
| Španělsko                                                                                | David Marrero  | Srbsko    | Nenad Zimonjić    | 99.  | 2.       |
| Nový Zéland                                                                              | Marcus Daniell | Brazílie  | Marcelo Demoliner | 105. | 3.       |
| Francie                                                                                  | Jérémy Chardy  | USA       | Nicholas Monroe   | 123. | 4.       |
| Žebříček ATP k 3. červenci 2017; číslo je součtem žebříčkového postavení obou členů páru |                |           |                   |      |          |

### Jiné formy účasti
Následující páry obdržely divokou kartu do hlavní soutěže:
- Johan Brunström /  Andreas Siljeström
- Elias Ymer /  Mikael Ymer

Následující pár nastoupil do čtyřhry v pozici náhradníka:
- Isak Arvidsson /  Fred Simonsson

### Odhlášení
před zahájením turnaje
- Jérémy Chardy

## Ženská dvouhra

### Nasazení
| Stát                             | Hráčka                    | WTA | Nasazení |
| -------------------------------- | ------------------------- | --- | -------- |
| Dánsko                           | Caroline Wozniacká        | 7.  | 1.       |
| Lotyšsko                         | Anastasija Sevastovová    | 17. | 2.       |
| Francie                          | Caroline Garciaová        | 20. | 3.       |
| Estonsko                         | Anett Kontaveitová        | 32. | 4.       |
| Španělsko                        | Carla Suárezová Navarrová | 34. | 5.       |
| Nizozemsko                       | Kiki Bertensová           | 35. | 6.       |
| Česko                            | Kateřina Siniaková        | 44. | 7.       |
| Německo                          | Julia Görgesová           | 45. | 8.       |
| Švédsko                          | Johanna Larssonová        | 48. | 9.       |
| Žebříček WTA k 17. červenci 2017 |                           |     |          |

### Jiné formy účasti
Následující hráčky obdržely divokou kartu do hlavní soutěže:
- Mirjam Björklundová
- Jelizaveta Kuličkovová
- Rebecca Petersonová

Následující hráčky postoupily z kvalifikace:
- Irina Baraová
- Kateryna Kozlovová
- Barbora Krejčíková
- Cornelia Listerová
- Arantxa Rusová
- Martina Trevisanová

Následující hráčka postoupila z kvalifikace jako tzv. šťastná poražená:
- Viktorija Tomovová

### Odhlášení
před zahájením turnaje
- Timea Bacsinszká → nahradila ji  Anna Blinkovová
- Sorana Cîrsteaová → nahradila ji  Patricia Maria Țigová
- Anett Kontaveitová → nahradila ji  Viktorija Tomovová
- Christina McHaleová → nahradila ji  Aleksandra Krunićová
- Julia Putincevová → nahradila ji  Annika Becková
- Samantha Stosurová → nahradila ji  Pauline Parmentierová

v průběhu turnaje
- Kiki Bertensová

### Skrečování
- Julia Görgesová

## Ženská čtyřhra

### Nasazení
| Stát                                                                                      | Hráčka              | Stát               | Hráčka             | WTA  | Nasazení |
| ----------------------------------------------------------------------------------------- | ------------------- | ------------------ | ------------------ | ---- | -------- |
| USA                                                                                       | Nicole Melicharová  | Spojené království | Anna Smithová      | 109. | 1.       |
| Gruzie                                                                                    | Oxana Kalašnikovová | Polsko             | Alicja Rosolská    | 114. | 2.       |
| Belgie                                                                                    | Elise Mertensová    | Nizozemsko         | Demi Schuursová    | 118. | 3.       |
| Argentina                                                                                 | María Irigoyenová   | Česko              | Barbora Krejčíková | 148. | 4.       |
| Žebříček WTA k 17. červenci 2017; číslo je součtem žebříčkového postavení obou členů páru |                     |                    |                    |      |          |

### Jiné formy účasti
Následující páry obdržely divokou kartu do hlavní soutěže:
- Mirjam Björklundová /  Ida Jarlskogová
- Jacqueline Cabajová Awadová /  Kajsa Rinaldová Perssonová

Následující pár nastoupil z pozice náhradníka:
- Ellen Allgurinová /  Karen Barritzová

### Odhlášení
před zahájením turnaje
- Danka Kovinićová

## Přehled finále

### Mužská dvouhra
- David Ferrer vs.  Alexandr Dolgopolov, 6–4, 6–4

### Ženská dvouhra
- Kateřina Siniaková vs.  Caroline Wozniacká, 6–3, 6–4

### Mužská čtyřhra
- Julian Knowle /  Philipp Petzschner vs.  Sander Arends /  Matwé Middelkoop, 6–2, 3–6, [10–7]

### Ženská čtyřhra
- Quirine Lemoineová /  Arantxa Rusová vs.  María Irigoyenová /  Barbora Krejčíková, 3–6, 6–3, [10–8]